# Willi Birkelbach
Willi Birkelbach (ur. 12 stycznia 1913 we Frankfurcie, zm. 17 lipca 2008 tamże) – polityk niemiecki.
Od 1930 r. członek Socjaldemokratycznej Partii Niemiec (SPD), w latach 1934–1938 działacz podziemia antyfaszystowskiego; więziony przez gestapo, następnie wcielony do armii, brał udział w walkach m.in. w Albanii.
Po wojnie w RFN, wieloletni deputowany do Bundestagu (1949–1964). Uczestniczył w pracach nad powołaniem Parlamentu Europejskiego, 1958–1964 przewodniczący Frakcji Socjaldemokratów w tym parlamencie. W latach 1954–1963 szef organizacji partyjnej w Południowej Hesji; 1964–1969 sekretarz stanu w rządzie landu Hesja. Członek najwyższych władz krajowych SPD.
Członek rady Hessischer Rundfunk, w latach 1971–1975 pierwszy rzecznik ochrony danych w landzie Hesja. Zastępca przewodniczącego Rady Seniorów przy kierownictwie SPD. Odznaczony m.in. Medalem Landu Hesja im. Wilhelma Leuschnera, Wielkim Krzyżem Zasługi RFN, honorową komandorią Orderu Imperium Brytyjskiego.
Z jego osobą związana jest afera szpiegowska, która doprowadziła do upadku kanclerza Willy’ego Brandta; szefową kancelarii Birkelbacha była NRD-owska agentka, Christel Boom.